# Maja Hoffmann
Pour les articles homonymes, voir Hoffmann.
Maja Hoffmann, née en 1956, est une collectionneuse d'art, mécène et réalisatrice de documentaires suisse. Elle est la fondatrice de la Fondation LUMA à Arles.

## Biographie
Maja Hoffmann est la fille de Lukas Hoffmann, ornithologue, cofondateur de Fonds mondial pour la nature, vice-président de l'UICN et fondateur du centre de recherche pour la conservation des zones humides méditerranéennes, la Tour du Valat et de Daria Razumovsky, une aristocrate d'origine russe. Son arrière-grand-père, Fritz Hoffmann (1868-1920) est le fondateur en 1896 du laboratoire pharmaceutique Hoffmann La Roche et elle est l'une des actionnaires de Roche Holding AG, qui contrôle la société Hoffmann La Roche.
Sa grand-mère, Maja Sacher (de) (1896-1989), collectionne les œuvres de Pablo Picasso, Jean Arp, Fernand Léger, Jean Tinguely et Georges Braque,. Elle crée la fondation Emanuel Hoffmann, dont la collection forme la base principale du musée Schaulager en 1933 pour honorer la mémoire de son premier mari, mort dans un accident de voiture.
Dans les années 1980, Maja Hoffmann étudie le cinéma à The New School et à l'université de New York. Elle réalise un documentaire sur les pêcheurs du Sahara. Elle participe en tant que productrice déléguée à un certain nombre de films documentaires, notamment Peggy Guggenheim: Art Addict, Marina Abramović: L'artiste est présent, Bobby Fischer contre le monde, Noir, Blanc + Gris: Un portrait de Sam Wagstaff et Robert Mapplethorpe, Last Party 2000, la démocratie américaine dans tous ses états, et Jean-Michel Basquiat: The Radiant Child.

### Vie privée
Elle est mère de deux enfants avec le producteur de films américain, Stanley F. Buchthal.

## Activités

### Collection d'art et mécénat
Maja Hoffmann commence sa collection d'art dans les années 1980 à New York avec le metteur en scène suisse Werner Düggelin. Ils y ont notamment rencontré et acheté les œuvres de Julian Schnabel, Jean-Michel Basquiat, Francesco Clemente ou Andy Warhol.
En 2015, Steidl Verlag publie un livre offrant un aperçu de la collection privée de design et d'art contemporain de Maja Hoffmann. La collection est répartie dans ses différents lieux d'habitation (Arles, Zurich, Gstaad, Londres et île Moustique).
Elle est mécène d'art contemporain, de cinéma et de programmes environnementaux internationaux.
Dans les années 1990, elle travaille à la Tour du Valat, en se concentrant sur l'élevage du cheval de Przewalski (Equus ferus przewalskii) dont elle favorise la réintroduction dans son pays d'origine, la Mongolie, en 2004.
Elle soutient le palais de Tokyo à Paris, les Rencontres d'Arles, la Biennale de Venise, la Serpentine Gallery à Londres, et Human Rights Watch à New York. Elle est présidente de la Kunsthalle Zürich et vice-présidente de la fondation Emanuel Hoffmann, qui fait partie des collections du musée d'art contemporain de Bâle.
Elle est également membre du conseil d'administration de la fondation Vincent van Gogh Arles, du New Museum of Contemporary Art de New York (dont un étage porte son nom) et de la  Tate Gallery de Londres. Elle est l'une des bailleurs de fonds du programme culturel permanent du parc olympique de Londres.

### Fondation LUMA
La fondation LUMA, nom qui vient de la contraction du prénom des deux enfants de Maja Hoffmann, crée à Arles en 2014 un complexe culturel conçu par Frank Gehry pour la production d'expositions d'art, la recherche, l'éducation et les services d'archives,.
L'architecte Annabelle Selldorf rénove les anciens ateliers de la SNCF du XIXe siècle en espaces qui permettront la réalisation et l'exposition d'œuvres d'art. L'un des bâtiments est dédié à la maison de la photographie et fait partie du festival international de la photographie, les Rencontres d'Arles. L'inauguration est prévue le 26 juin 2021.